# 稻城肿足蕨
稻城肿足蕨（学名：Hypodematium daochengense），为肿足蕨科肿足蕨属下的一个植物种。